# Garbage in, garbage out
Garbage in, garbage out (lett. "spazzatura dentro, spazzatura fuori", GIGO in forma abbreviata; anche rubbish in, rubbish out) è una frase utilizzata nel campo dell'informatica e della tecnologia dell'informazione e della comunicazione. È utilizzata soprattutto per richiamare l'attenzione sul fatto che i computer elaborano in modo acritico, pertanto se viene fornito loro un insieme di dati in entrata palesemente erronei o insensati (garbage in) producono un risultato erroneo o insensato (garbage out).
La frase era molto popolare durante il periodo in cui furono sviluppati i primi computer. Ai programmatori veniva richiesto di verificare virtualmente ciascuna parte di un programma prestando attenzione al fatto che qualunque risultato ottenibile avrebbe risentito dell'imperfetto input di dati. Il principio sottostante è stato rilevato dall'inventore del primo calcolatore programmabile:
(Charles Babbage)
L'espressione può essere utilizzata ad esempio come una possibile spiegazione della scarsa qualità di un file audio, video o fotografico digitalizzato. Sebbene la digitalizzazione possa rappresentare il primo passo nella pulizia di un segnale, essa stessa non è in grado di migliorare la qualità. I difetti nel segnale analogico originale saranno fedelmente registrati, ma possono essere identificati e rimossi in una fase seguente (vedi elaborazione numerica dei segnali). I miglioramenti possibili a un file multimediale sono comunque limitati dalla qualità della registrazione originale, se questa è scarsa non saranno possibili elaborazioni significative.
Si ricorre comunemente a questo termine per indicare anche l'insuccesso umano in ambito decisionale dovuto a dati imperfetti, incompleti, o imprecisi.